# NGC 1993
NGC 1993 è una galassia lenticolare situata nella costellazione della Lepre, a una distanza di circa 153 milioni di anni luce dalla nostra Via Lattea.

## Scoperta
La galassia è stata scoperta il 6 febbraio 1785 dall'astronomo britannico di origine tedesca William Herschel.